# Paul Wynand

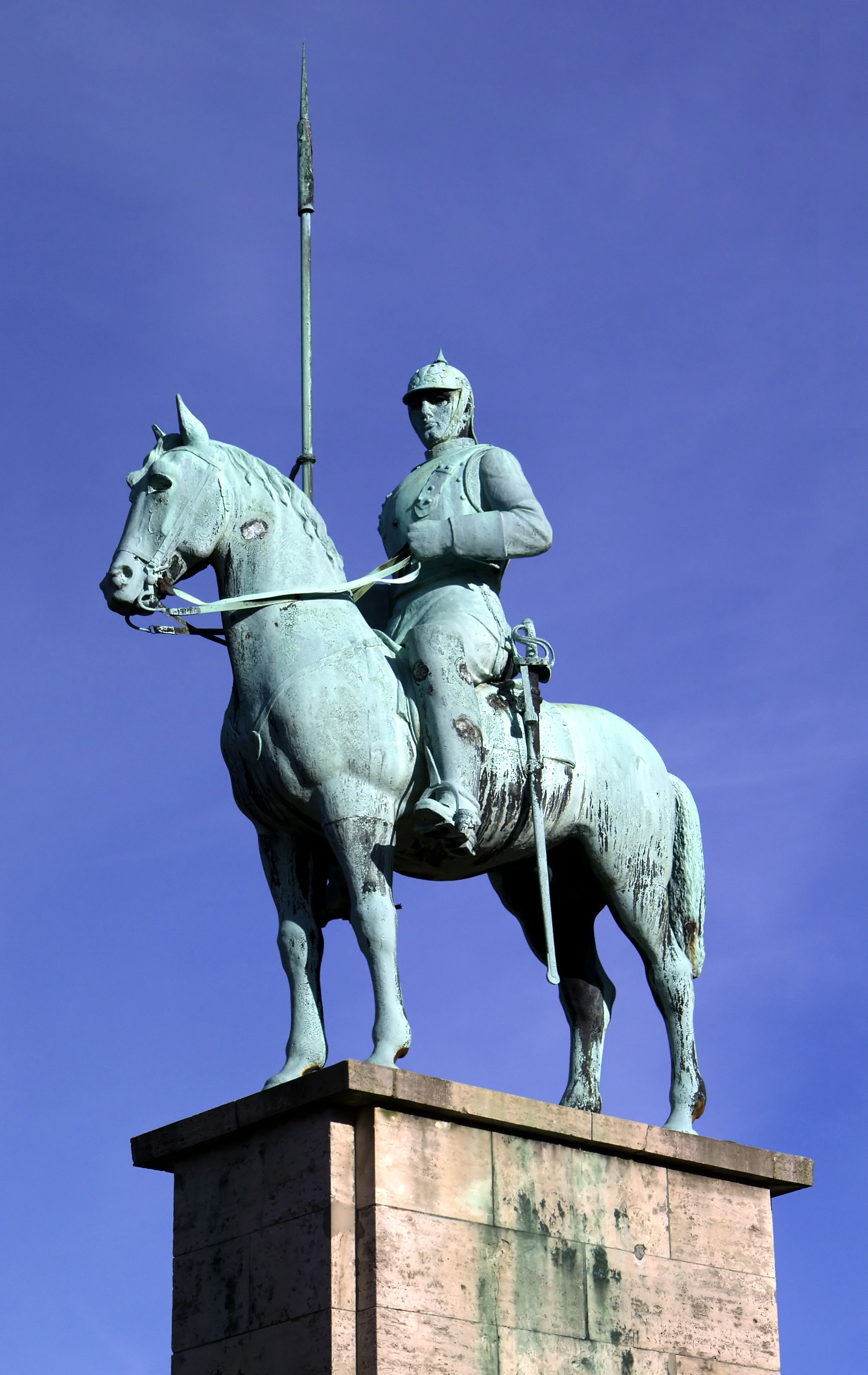
Kürassier-Denkmal „Lanzenreiter“ in Köln-Deutz

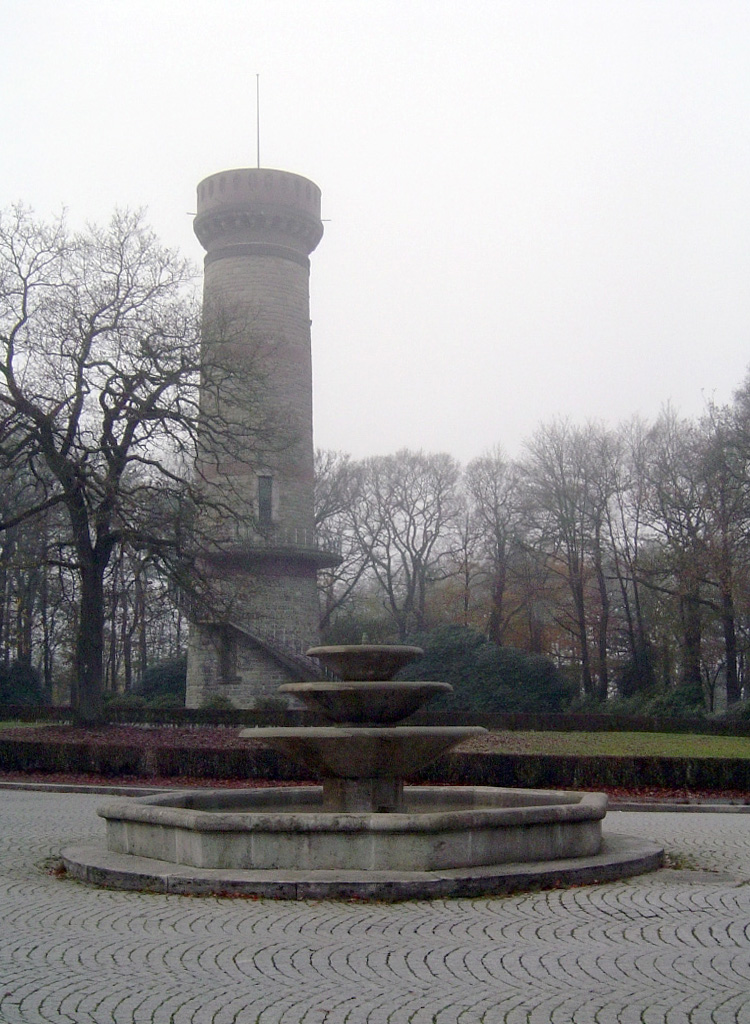
Brunnen vor dem Toelleturm in Wuppertal

Paul Wynand (* 30. Januar 1879 in Elberfeld; † 2. März 1956 in Berlin) war ein deutscher Bildhauer der heroisch-monumentalen Stilrichtung der NS-Zeit.

## Leben und Werk
Paul Wynand absolvierte zunächst ein Studium an der Kunst- und Baugewerbeschule Berlin (Bildhauerei); danach war er ab 1900 Schüler unter anderem von Auguste Rodin in Paris. Ab 1901 war er Dozent an der Kunstgewerbeschule Elberfeld. Ab ca. 1903 lieferte er eine Vielzahl bedeutender Entwürfe für die Jugendstilära der Westerwälder Steinzeugproduktion, zunächst vor allem für Simon Peter Gerz, später auch für Reinhold Merkelbach und andere. Diese Tätigkeit setzte sich fort bis in die 1920er Jahre. 1905 nahm er eine Lehrtätigkeit an der Keramischen Fachschule in Höhr-Grenzhausen auf. 1911 zog er nach Berlin um.
Erhalten sind von ihm Denkmäler in Wuppertal-Barmen, Berlin, Köln, Verden und auf Schloss Burg sowie eine Goethe-Büste in der Deutschen Bundesbank in Frankfurt am Main und eine Büste von Papst Pius XII. im Canisius-Kolleg Berlin. Wynand bearbeitete das Wappen an der Außenwand des Ratssaals Bochum (im Krieg zerstört). Er war 1934 bis 1944 als Lehrer für „Bildnerei“ an den Vereinigten Staatsschulen für Freie und Angewandte Kunst (ab 1939: „Staatliche Hochschule für bildende Künste“) in Berlin tätig. Von 1938 bis 1944 wurden sieben Werke von ihm auf der Großen Deutschen Kunstausstellung präsentiert, u. a. „Parsifal“, „Stabspringer“, „Fechter“, „Bewunderung“. 1938 schuf er die große Bronzeplastik „Falkner“ für das Berliner Olympiagelände.
Paul Wynand war Mitglied des Deutschen Künstlerbundes.
Er war auch als Medailleur tätig.

## Veröffentlichungen
- Wie die Plastik in heutiger Zeit stehen soll. In: Kunst für alle Band 49, 1933–1934, S. 184–186 (Digitalisat).